# یاسی‌اورن (باشماکچی)
یاسی‌اورن (به ترکی استانبولی: Yassıören) یک منطقهٔ مسکونی در ترکیه است که در باشماکچی واقع شده‌است. یاسی‌اورن ۳۴۷ نفر جمعیت دارد.